# Kongsholmcentret
Kongsholmcentret er en kommunal bygning i Albertslund Syd, som huser en række forskellige foreninger og institutioner. Gate 21 holder bl.a. til i bygningen, og der findes både en gymnastiksal og en foredragssal. 
55°39′20.9″N 12°21′0.38″Ø / 55.655806°N 12.3501056°Ø